# نجم الدين أربكان أكيوز
نجم الدين أربكان أكيوز رياضي تركي مختص في رياضة ووشو.

## مسيرته
أحال الاتحاد الأوروبي للووشو نجم الدين للتحقيق عقب احتفاله برفع العلم الفلسطيني وتأدية رقصة "أصحاب الأرض" بعد فوزه بالميدالية الذهبية في البطولة الأوروبية في الووشو. وهدده بسحب اللقب بحجة أن ما قام به يتنافى مع القيم والقوانين الخاصة بالاتحاد. وإدعى الإتحاد أن نجم الدين اقحم السياسة في الرياضة.
في غرة مايو 2024، منح رئيس دولة فلسطين محمود عباس نجم الدين أربكان أكيوز مرتبة فارس القدس من وسام القدس. وذلك تقديرا لتألقه الرياضي وشجاعته، وتثمينا لتضامنه مع الشعب الفلسطيني ونصرة قضيته العادلة على طريق الحرية والاستقلال.